# Phường 1, Đông Hà
Phường 1 là một phường cũ thuộc thành phố Đông Hà, tỉnh Quảng Trị, Việt Nam.

## Địa lý
Phường 1 nằm ở trung tâm thành phố Đông Hà, có vị trí địa lý:
- Phía đông giáp Phường 2
- Phía tây giáp Phường 3
- Phía nam giáp Phường 5
- Phía bắc giáp phường Đông Giang.

Phường 1 có diện tích 2,60 km², dân số năm 2010 là 19.997 người, mật độ dân số đạt 7.705 người/km².

## Lịch sử
Ngày 16 tháng 6 năm 2025, Ủy ban Thường vụ Quốc hội ban hành Nghị quyết số 1680/NQ-UBTVQH15 về việc sắp xếp các đơn vị hành chính cấp xã của tỉnh Quảng Trị năm 2025. Theo đó, sắp xếp toàn bộ diện tích tự nhiên, quy mô dân số của phường 1 (thành phố Đông Hà), phường 3 (thành phố Đông Hà), phường 4, phường Đông Giang, phường Đông Thanh thành xã mới có tên gọi là xã Đông Hà.

## Hành chính
Phường 1 được chia thành 10 khu phố: 1, 2, 3, 4, 5, 6, 7, 8, 9, Tây Trì.

## Kinh tế
Phường 1 là nơi tập trung các khu nhà dân cư đông đúc và là trung tâm kinh tế của thành phố Đông Hà.